# Романова, Мария Фёдоровна (балерина)
Мари́я Фёдоровна Рома́нова (по мужу Ула́нова) (10 января 1886, Петербург — 26 декабря 1954, Ленинград) — балерина и педагог, мать балерины Галины Улановой. Была солисткой Мариинского театра, заслуженный деятель искусств РСФСР (1947).

## Биография
В 1903 году окончила Петербургское хореографическое училище.
В 1908 году вышла замуж за артиста балетной труппы Императорских Петербургских театров, режиссёра балета Сергея Уланова
8 января 1910 года родилась дочь — Галина Уланова.
С 1910 по 1924 годы была классической солисткой Мариинского театра.
Среди партий:
- Фея Сирени, Фея Бриллиантов — «Спящая красавица», балетмейстер Мариус Петипа, музыка: Пётр Чайковский
- Клеманс — «Раймонда», балетмейстер Мариус Петипа, музыка: Александр Глазунов
- Гамзатти — «Баядерка», балетмейстер Мариус Петипа, музыка: Людвиг Минкус
- 7 вальс — «Шопениана», балетмейстер Михаил Фокин, музыка: Фредерик Шопен
- Повелительница вод — «Конёк-Горбунок», балетмейстер Мариус Петипа, музыка: Цезарь Пуни
- Рамзея — «Дочь фараона»,[5] балетмейстер Мариус Петипа, музыка: Цезарь Пуни

С 1917 года — педагог Петроградского хореографического училища, поставила несколько прекрасных концертных номеров для воспитанников училища.
Мария Фёдоровна стала первым педагогом для своей дочери — Галины Улановой , в которую она заложила первую основу балета, воспитывая её первые шесть лет, до того как Галину взяла в свой класс Агриппина Ваганова.
С 1930 года Мария Романова — педагог-репетитор в Театре им. Кирова. В годы Великой Отечественной войны находилась в эвакуации с театром имени Кирова в Молотове.

## Ученики Марии Фёдоровны Романовой
- Галина Уланова
- Татьяна Вечеслова
- Инна Зубковская
- Мария Мазун
- Вера Станкевич
- Гамэр Алмасзаде
- Гузель Сулейманова

Из воспоминаний Инны Зубковской:

"В 1941 году я окончила училище и была принята в Большой театр. Началась война. Мой папа занимал солидный пост в Наркомате угольной промышленности. Этот Наркомат эвакуировался одним из первых, и, конечно, папа не оставил меня, семнадцатилетнюю девочку. Он сказал: «Какие танцы, когда немцы берут город за городом?». Так я оказалась в Перми, куда на мое счастье был эвакуирован Кировский театр. У меня не было мысли поступить в его труппу, я просто пришла и попросила разрешения заниматься в классе, чтобы не потерять профессию. Меня многие знали, в том числе и Владимир Иванович Пономарев, художественный руководитель балета. Перед самой войной во время декады ленинградского искусства в Москве был выпускной спектакль в нашем училище, на котором присутствовали артисты Кировского театра. Я, ученица предвыпускного класса, танцевала Эсмеральду. Пономарев помнил меня и сразу разрешил заниматься в балеринском классе. Вагановой тогда в Перми не было, и класс вела мать Улановой Мария Федоровна Романова.
   Война была длинная, я задержалась...»— Инна Зубковская

## Награды и премии
- Заслуженный деятель искусств РСФСР (1947)[1]